# Златокрила тангара
Златокрилата тангара (Tangara lavinia) е вид птица от семейство Тангарови (Thraupidae).

## Разпространение
Видът е разпространен в Белиз, Гватемала, Еквадор, Колумбия, Коста Рика, Никарагуа, Панама и Хондурас.